# Dick Dreux
Dirk Johannes Hendrik (Dick) Dreux (Amsterdam, 27 mei 1913 – Naarden, 6 december 1978) was een Nederlandse schrijver van voornamelijk jeugdliteratuur en hoorspelen, doorgaans rond een historisch thema.

## Levensloop
Dick Dreux werd geboren in Amsterdam als zoon van Hendrik Johannes Wilhelm Dreux en Cornelia Hendrika Johanna Lucke, die scheidden in 1921. Hij werd opgevoed door zijn grootouders van moederskant. Hij doorliep de hbs en trad in 1929, op zijn zestiende, in dienst van de koopvaardij. Na een avontuurlijke carrière, waarin hij over de wereld zwierf, kwam hij ten slotte in Spanje terecht, waar hij tegen Franco en zijn fascisten vocht in de Spaanse Burgeroorlog. Hij keerde vlak voor het begin van de Tweede Wereldoorlog naar Nederland terug om zijn dienstplicht te vervullen én om zijn Nederlandse nationaliteit niet te verliezen.
Tijdens de Duitse bezetting werd hij gevangengezet in Kamp Amersfoort en daarna tewerkgesteld in een werkkamp op het Duitse eiland Borkum.
Na de oorlog ging hij schrijven, doorgaans met als uitgangspunt een historische gebeurtenis, beschreven vanuit een kritisch gezichtspunt. Veel van zijn boeken zijn uitgegeven bij De Arbeiderspers, toen een socialistische uitgeverij. Dreux en zijn echtgenote woonden eerst in Amsterdam en verhuisden later naar een woonboot in Bussum. Hij werkte eerst als freelancer voor tijdschriften en kranten en trad later in dienst van de VARA. Voor zijn werkgever schreef hij tussen 1959 en 1970 meer dan 450 hoorspelen. Hij schreef vanaf de jaren vijftig ook vervolgverhalen voor jeugdbladen als Donald Duck. Enkele van zijn verhalen zijn geïllustreerd door Hans G. Kresse en gepubliceerd als stripalbum. Zijn taalgebruik was toegankelijk en lag dicht tegen de spreektaal aan. Dat had hij naar zijn zeggen te danken aan zijn grootvader, een ‘geboren verhalenverteller’.
Dreux overleed op 6 december 1978 in een ziekenhuis in Naarden en werd begraven in Bussum.

## Boeken[3]
- Ik wil geen beul zijn (1953)
- Reinier Adriaensz (1957)
- De vrije nering (1958)
- Randar de bevrijder (1961)
- Vals goud (1961)
- De modderjongens (1962)
- Des konings glorie (1963)
- De boekaniers (1964)
- Jan Volckertszoon (1965)
- De grote leugen (1966)
- Ritmeester Buat (1968)
- De stormvogel van Edam (1968)
- Op zoek naar het Goudland (1968)
- Degens in het duister (1972)
- Dolle Dirck, de Zaankanter (1972)
- De schat in het oerwoud (1972)
- Verzwegen journaal (1972)
- U bent lastig, dokter! (1974)

Artevelde 
- De kreet van de Clauwaert (1971)
- Pijlen voor Artevelde (1972)
- De Draak van Damme (1972)
- De poorten van Ieper (1972)

De familie Ronckaart 
- Gaslicht en schaduw (1976)
- Tuinfeest in de herfst (1977)
- Vuur aan de horizon (1978)

Tweeluik 
- De zonen van de zeerover (1960)
- De verdwenen prins (1970)

## Hoorspelen
- Kom werken bij Libertatus
- Opmerckelijk verhael
- Besmeurd monument
- Een veld in Vlaanderen
- Floriaan Geyer
- Weekend in Tamesby
- Marsmuziek voor Helmuth
- Zeil in zicht
- Het spook van Abercragghie

- Digitale Bibliotheek voor de Nederlandse Letteren: dreu001
- International Standard Name Identifier: 0000 0003 9430 9086
- Nederlandse Thesaurus van Auteursnamen: 07083931X
- Virtual International Authority File: 288823592
- WorldCat: E39PBJyH34PTc7dfcqVHMDxbh3